# 2511 Patterson
A 2511 Patterson (ideiglenes jelöléssel 1980 LM) a Naprendszer kisbolygóövében található aszteroida. Carolyn Shoemaker fedezte fel 1980. június 11-én.